# Stausee Surduc
Der Stausee Surduc (volksmündlich, eigentlich amtlich Stausee Fârdea, rumänisch Lacul de acumulare Surduc oder Lacul de acumulare Fârdea) wurde 1972 im Poiana-Ruscă-Gebirge, Gemeinde Fârdea, Kreis Timiș, Banat, Rumänien zur Sicherung des Trinkwassers und zum Schutz vor Überschwemmungen in der Region um Timișoara angelegt. Der See ist seit 2000 ein Schutzgebiet in Natur- und Landschaftsschutz der IUCN-Kategorie-IV.

## Geografische Lage
Der Stausee Surduc liegt im Kreis Timiș, im Westen Rumäniens, im Südosten des Poiana-Ruscă-Gebirges, in knapp 100 Kilometer Entfernung von Timișoara und 30 Kilometer von Lugoj, an der Kreisstraße (Drum județean) DJ 681A, etwa zehn Kilometer südöstlich von Traian Vuia und vollständig auf dem Ortsgebiet der Gemeinde Fârdea.

## Beschreibung
Die Arbeiten am Staudamm begannen 1972 und die Akkumulation des Wassers wurde 1976 freigegeben. Bereits 1977 hatten sich im Becken 25 Millionen Kubikmeter Wasser angesammelt. In einer zweiten Akkumulations-Etappe, die 1981 begann, sammelten sich im See 51 Millionen Kubikmeter Wasser an. Der Stausee Surduc erstreckt sich über eine Fläche von 460 Hektar. Der See sichert das Trinkwasser für die Gegend um Timișoara und schützt diese vor Überschwemmungen.
Der Stausee Surduc wurde durch das Gesetz Nummer 5 vom 6. März 2000 zum Naturschutzgebiet von nationaler Bedeutung erklärt.

## Touristische Attraktion
Der Stausee Surduc ist ein beliebtes Ausflugsziel im Westen des Landes und wird gerne für Wochenendausflüge genutzt, vornehmlich als Badesee im Sommer. Bereits am 1. Mai gilt die Badesaison als eröffnet. Aber auch Angler und Windsurfer kommen hier auf ihre Kosten, genau so wie Jäger. Ein Boots- und Zeltverleih steht ebenfalls zur Verfügung.